# رود مونی
رود مونی (روسی: Мунни) یک رودخانه در یاقوتستان کشور روسیه است.